# Un mariage secret

Un mariage secret (Ett hemligt giftermål) est un film suédois réalisé par Victor Sjöström, sorti en 1912. 

## Fiche technique
- Titre original : Ett hemligt giftermål
- Titre français : Un mariage secret
- Réalisation : Victor Sjöström
- Scénario : Charles Magnusson et Victor Sjöström
- Directeur de la photographie : Henrik Jaenzon
- Pays d'origine :  Suède
- Société de production : Svenska Biografteatern AB
- Format : Noir et blanc - 1,33:1 - Film muet
- Genre : court métrage
- Dates de sortie : 
  - Suède : 14 octobre 1912

## Distribution
- Hilda Borgström
- Einar Fröberg
- Anna Norrie
- Richard Lund
- Bergliot Husberg
- John Ekman : Birger
- Greta Almroth : Gabriele